# 神谷誠
神谷 誠（、1965年〈昭和40年〉10月6日 - ）は、日本の特撮監督、映画監督、VFXスーパーバイザー。東京都出身。

## 経歴
1988年、映画『アナザー・ウェイ ―D機関情報―』より川北紘一のもとで特撮助監督を務める。平成ゴジラシリーズや平成ガメラシリーズの特撮助監督を歴任した。
2000年、織田裕二主演の『ホワイトアウト』で特撮監督としてデビューした。翌年、『ゴジラ・モスラ・キングギドラ 大怪獣総攻撃』（以下『GMK』）でゴジラシリーズの特撮監督を初担当。2008年、フルCG映画『バイオハザード:ディジェネレーション』で長編監督デビュー。
2019年の特撮テレビドラマ『ウルトラマンタイガ』では、本編監督と特撮監督を兼任した。

## エピソード
幼少期は東宝スタジオの近所に住んでおり、同スタジオに忍び込んでミニチュアセットや着ぐるみの倉庫を覗くなどしていた。
川北組への参加は専門学校の先輩からの紹介によるものであったが、その先輩は「（神谷が）川北を尊敬している」と吹聴しており、そのことを知らなかった神谷は川北本人を前にこれを否定してしまい、雇われはしたもののインチキ呼ばわりされたという。
川北組時代は、助監督本来の仕事よりも特殊効果や操演、美術、さらにはアップ用ゴジラのワイヤー操作やクレーンのウエイトなど各部門の手伝いを務めることが多く、自身でも「インチキ助監督」と称していた。
映画『ゴジラvsメカゴジラ』（1993年）は、特撮テレビドラマ『電光超人グリッドマン』（1993年）へ参加していたために途中参加となり、クレジットも表記されていない。
格闘技マニアであり、映画監督の金子修介は映画『GMK』での戦闘シーンには神谷の知識が発揮されていると評している。同作品でゴジラのスーツアクターを担当した吉田瑞穂によれば、神谷は演出の際にゴジラの動きを自ら再現しながら説明しており、それが面白くこのまま神谷をゴジラとして撮影すればよいのではないかと思ったと述べている。
『GMK』では同時上映のアニメ『とっとこハム太郎』目当てで観た子供が恐怖で泣き出したと聞き、子供のトラウマになるぐらい影響力があったことに嬉しくなったと述べている。

## 作品

### 特撮助監督

#### 映画（特撮助監督）
- アナザー・ウェイ ―D機関情報―（1988年）[4][7]
- ガンヘッド（1989年）[4][7][2]
- ゴジラシリーズ
  - ゴジラvsビオランテ（1989年）[4][7]
  - ゴジラvsキングギドラ（1991年）[4]
  - ゴジラvsモスラ（1992年）[4]
  - ゴジラvsメカゴジラ（1993年）[4][注釈 1]
- ガメラシリーズ
  - ガメラ 大怪獣空中決戦（1995年）
  - ガメラ2 レギオン襲来（1996年）
  - ガメラ3 邪神覚醒（1999年）
- ラブ&ポップ（1998年） - 友情特殊助監督

#### テレビ（特撮助監督）
- 電光超人グリッドマン（1993年 - 1994年）[4][注釈 2]

### 特撮監督

#### 特撮監督（映画）
- ホワイトアウト（2000年） - 特殊技術[7]
- ゴジラ・モスラ・キングギドラ 大怪獣総攻撃（2001年） - 特殊技術[出典 8]
- キューティーハニー（2003年）
- 亡国のイージス（2005年）
- 日本沈没（2006年）[7][10]
- L change the WorLd（2008年）
- GANTZ（2011年）[7][10]
- GANTZ PERFECT ANSWER（2011年）
- アイアムアヒーロー（2016年） - 特撮
- デスノート Light up the NEW world（2016年）

#### テレビ（特撮監督）
- ウルトラマンタイガ 第1話 - 第3話（2019年） - 特技監督[9]

### 監督

#### 映画（監督）
- 真・女立喰師列伝 5.「歌謡の天使 クレープのマミ」（2007年） - 監督・脚本・撮影・VFXスーパーバイザー
- バイオハザード:ディジェネレーション（2008年）[7]
- バイオハザード ダムネーション（2012年）[7]

#### テレビ（監督）
- ウルトラマンR/B 第18話・第19話（2018年)
- ウルトラマンタイガ 第7話・第8話（2019年）[9]

### VFXスーパーバイザー

#### 映画（VFXスーパーバイザー）
- 彼岸島（2010年） - 視覚効果素材撮影スーパーバイザー・”邪鬼”シークエンススーパーバイザー
- 図書館戦争（2013年）
  - 図書館戦争-THE LAST MISSION-（2015年）[注釈 3]
- いぬやしき（2018年）[注釈 4]
- BLEACH 死神代行篇（2018年）[注釈 5]
- 劇場版 ウルトラマンR/B セレクト! 絆のクリスタル（2019年） - VFX監督
- 「キングダム」シリーズ[注釈 6]
  - キングダム（2019年）[10]
  - キングダム2 遥かなる大地へ（2022年）
  - キングダム 運命の炎（2023年）
  - キングダム 大将軍の帰還（2024年）

#### テレビ（VFXスーパーバイザー）
- ウルトラマンオメガ（2025年） - 3DCGスーパーバイザー[14]

### その他

#### 映画（その他）
- アヴァロン（2001年） - メイキング担当[3]
- ミニモニ。THE（じゃ）ムービー お菓子な大冒険!（2002年） - 監督補
- 長髪大怪獣ゲハラ（2009年） - スペシャルサンクス

#### オリジナルビデオ（その他）
- ウルトラセブン誕生30周年記念3部作 第3巻（1998年） - Special Thanks
- 女立喰師列伝 ケツネコロッケのお銀 -パレスチナ死闘篇-（2006年） - ビジュアル・エフェクト

#### テーマパーク（その他）
- 東京ディズニーランド（スター・ツアーズ）[4]

## 出演
- リターナー（2002年） - 街の傷病兵
- ゴジラ×メカゴジラ（2002年） - 館山の避難民[15]
- KILLERS キラーズ 5.「.50 Woman」（2003年） - マッチョなタレント
- キューティーハニー（2004年）
- 恋の門（2004年） - デブ3
- ゴジラ FINAL WARS（2004年） - DVD特典映像出演
- ウルトラマンメビウス（2006年） - 宇宙海人バルキー星人の声
- 女立喰師列伝 ケツネコロッケのお銀 -パレスチナ死闘篇-（2006年） - プロデューサー
- 真・女立喰師列伝（2007年） - 「中CM」違いの判らない男
- 東京残酷警察（2008年）
- 「君は僕だ」前田敦子（2011年）
- ネオ・ウルトラQ（2013年） - 吸引怪獣プラーナの声
- THE NEXT GENERATION -パトレイバー-（2014年）エピソード5 - レイバーオタクA
- 進撃の巨人 ATTACK ON TITAN エンド オブ ザ ワールド（2015年）
- 蠱毒 ミートボールマシン（2017年）